# David Wilkerson
David Wilkerson (Hammond, Indiana, Estados Unidos , 19 de mayo de 1931 – U.S Route 175, Este de Texas, Estados Unidos, 27 de abril de 2011) fue un teólogo, predicador, misionero, escritor y erudito bíblico evangélico no denominacional estadounidense conocido por su libro best-seller La Cruz y el Puñal que fue llevado al cine en la película del mismo nombre La Cruz y el Puñal dirigida por Don Murray. Así mismo, fue fundador y pastor principal de la Iglesia Times Square Church, en Nueva York y de las organizaciones cristianas Desafío Juvenil Global y World Challenge.

## Formación e inicios
David Wilkerson nació en Hammond, Indiana, Estados Unidos , el 19 de mayo de 1931  Fue el segundo hijo de Ann Wilkerson, Kenneth Wilkerson una familia de predicadores cristianos pentecostales y fue criado en Barnesboro, Pensilvania, en una casa "llena de Biblias". Su padre, Kenneth, era pastor evangélico, al igual que su abuelo paterno Jay Wilkerson. Según el propio testimonio de Wilkerson, a los 8 años fue bautizado con el Espíritu Santo.
El joven Wilkerson comenzó a predicar a los 14 años. Después de la secundaria, Wilkerson ingresó en el Central Bible College, en Springfield (Misuri). El Instituto donde estudió estaba afiliado a las Asambleas de Dios. En 1952 fue ordenado como ministro cristiano.

## Ministerio
En 1953 contrajo matrimonio con Gwendolyn (Gwen) Wilkerson. David empezó a predicar como pastor en iglesias de Scottdale y Philipsburg, en el centro de Pensilvania.
De acuerdo con Christianity Today, en una noche más o menos de 1957, Wilkerson estaba viendo el programa "Late Show", cuando de pronto se preguntó: "¿Qué pasaría, Señor, si yo vendiera el televisor y pasara ese tiempo orando?". Después de vender su televisor, Wilkerson comenzó a dedicar dos horas de la noche a la oración, hasta que en una ocasión, al tratar de orar, David se sintió fuertemente impulsado a leer una revista Times que estaba en su escritorio. Después de preguntar: "Dios, ¿hay algo que quieres que vea?", el joven se encontró con la historia de un niño con poliomielitis llamado Michael Farmer (1957), que había sido asesinado en Nueva York por un grupo de adolescentes que eran miembros de una pandilla conocida como "Los Dragones Egipcios".
En febrero de 1958, decidió trasladarse a dicha ciudad esperando poder hablar con ellos. Al llegar, Wilkerson fue a la corte en la que los jóvenes estaban siendo enjuiciados, entró en la sala y pidió al juez de la corte permiso para poder decirles algo. El juez hizo que le expulsaran del lugar. Al salir, alguien fotografió a Wilkerson, y con su foto se conoció en el momento como el predicador que había interrumpido el caso de los pandilleros. Poco después, David dejó la ciudad, pero a su regreso su abuelo le animó a continuar con su evangelismo. David se fijó el propósito de ayudar y predicar el evangelio a miembros de bandas delictivas, pandillas y drogadictos de la ciudad, como aquellos a los que en un inicio pretendía predicar. En 1958 fundó la organización Teen Challenge International, en Brooklyn, con dicho propósito.
En 1963 publicó su libro "La Cruz y el Puñal" (The Cross and the Switchblade), donde recopilaba vivencias acerca de su ministerio con los pandilleros. En dicho libro, Wilkerson hablaba de la conversión de Israel Narváez y su amigo Nicky Cruz, que era el líder de la pandilla "Mau Maus" y que más tarde se convertiría al cristianismo. El libro llegó a ser un best-seller, con más de 50 millones de copias en más de treinta idiomas. En 1970 la historia se llevó a la pantalla grande, en una película homónima en la que Pat Boone hizo el papel de Wilkerson y Erik Estrada el papel de Nicky Cruz.
El 22 de septiembre de 1971 creó la organización World Challenge y, con esta como plataforma, fundó la Iglesia de Times Square Church en Nueva York en 1987, en una época en la que Times Square era mal vista y reconocida por ser una zona frecuentada por prostitutas, fugitivos, adictos a las drogas, indigentes y estafadores, cerca de centros de shows en vivo y salas de cine para adultos. El pastor David Wilkerson fundó la iglesia con el objetivo de crear un lugar de encuentro y ayuda espiritual para todas las personas que necesitaban a Dios.
A lo largo de su ministerio, Wilkerson tuvo contacto con muchos otros ministros cristianos, entre los que destacan Leonard Ravenhill, que era su amigo, y Ray Comfort, con quien tuvo una reunión en 1992, después de haber estado esuchando el mensaje de Comfort "Hell's Best Kept Secret".
Respecto a su denominación cristiana, a pesar de que algunas fuentes lo catalogan como evangélico, o pentecostal, oficialmente World Challenge no aboga por ninguna creencia denominacional específica, y en diversas ocasiones se ha afirmado como una iglesia no-denominacional. Esto hace de la Iglesia Times Square Church  una iglesia interdenominacional (que recibe a personas de todas las denominaciones, nacionalidades, nivel socioeconómico, etc). Durante su predica "Necesitas del Bautismo del Espíritu Santo", Wilkerson dijo:

"... No estoy predicando una doctrina denominacional; esta iglesia no pertenece a ninguna denominación. No somos Asambleas de Dios, no somos bautistas, no somos metodistas, no somos católicos... Sólo somos gente del Espíritu Santo que creemos en este libro."
Wilkerson (tomando la Biblia)

Wilkerson no predicaba en nombre de ninguna denominación específica, mas sí en cambio se centraba en predicar de forma bíblica la búsqueda de Dios, a través del conocimiento y un relación personal con Jesucristo, así como la experiencia del Espíritu Santo. Wilkerson afirmaba escuchar al Espíritu Santo "como un niño escucha a su Padre", y haber recibido numerosos mensajes y visiones importantes de parte de Él.
En general, Wilkerson es reconocido como un predicador radical y muy destacado dentro de la comunidad cristiana, que enfatizaba especialmente los aspectos de la oración, la santidad, el arrepentimiento y la justicia en la vida cristiana. En diversas ocasiones, la temática de sus sermones consistía en el rechazo al pecado, la apostasía y el sectarismo de los falsos profetas. Uno de sus sermones más memorables se titula "Un llamado a la angustia".

## Profecías
Muchos de los escritos de Wilkerson tienen connotaciones proféticas, pero destaca especialmente su libro The Vision - "La Visión", escrito en abril de 1973, en el que Wilkerson afirma haber recibido una visión revelada por el corazón de Dios, sobre el futuro de los Estados Unidos.
En el capítulo 2 del libro, David Wilkerson afirmó que los Estados Unidos experimentarán los terremotos más trágicos de su historia, que serán tan violentos que todas las cadenas televisivas suspenderán la programación para cubrir el reporte de los eventos durante todo el día (The Vision - Profecía para USA (inglés)).
Así mismo, Wilkerson escribió que, posiblemente, también Japón experimentaría otro terremoto. Diversos lectores han interpretado que, tal vez, la profecía se refería al pasado (terremoto de Japón de marzo de 2011).
Algunas otras de las predicciones que postula sobre su visión de los tiempos finales en Norteamérica, referente a sus eventos futuros, incluyen:
- Una confusión económica de alcance mundial, que afectará a los trabajadores asalariados de todo el mundo.
- Recesión económica en varios países: caída del dólar en los Estados Unidos y de la economía en Japón y Canadá.
- Devaluación en el precio y valor del oro.
- Emigración de la población de las ciudades al campo.
- Aumento excesivo de precios en tierras de labor.
- Drásticos cambios en el tiempo, fenómenos naturales y variaciones atmosféricas.
- Terremotos violentos en los Estados Unidos y otros países.
- Derrumbe moral en las cadenas de televisión.

Así mismo, en sus últimos años Wilkerson solía dar otras advertencias de futuros disturbios raciales y desastres naturales. En su blog "David Wilkerson Today", en 2009, escribió: "una calamidad estremecedora en la tierra está a punto de suceder. Todos vamos a temblar, incluso los más piadosos entre nosotros".

## Fallecimiento
En marzo de 2008, durante el sermón "Getting Ready for the End of All Things", David Wilkerson declaró: "el Señor me ha mostrado que voy a morir; el Señor me ha mostrado que mi tiempo ha llegado".
El miércoles 27 de abril de 2011 Wilkerson conducía en dirección este en la carretera US Route 175 de Texas, donde perdió la vida.
Según los reportes oficiales, David Wilkerson, que iba conduciendo el automóvil, se movió al carril contrario mientras un camión se dirigía al oeste; el conductor del camión vio el vehículo y trató de esquivarlo, pero aun así colisionó de frente, según el policía Eric Long. Se desconoce lo que hizo que Wilkerson se pasara al carril contrario.
Su esposa, Gwendolyn Wilkerson, que viajaba a la par, fue trasladada de emergencia al hospital, junto con el conductor del camión. Wilkerson fue declarado fallecido en el lugar del accidente.
El 14 de mayo de 2011 se rindió un servicio en memoria de David Wilkerson, dirigido a cargo de su hijo, el pastor Gary Wilkerson, y su hermano, el pastor Don Wilkerson, en la Iglesia Times Square Church el cual se transmitió en vivo en distintas partes de Nueva York y los Estados Unidos, así como por internet, recibiendo más de un millón de personas en línea.

## Libros
- The Cross and the Switchblade - "La Cruz y el Puñal" (1962). David Wilkerson, Elizabeth Sherrill y John Sherrill. Este libro destaca por ser, probablemente, el más famoso del repertorio de Wilkerson, habiendo vendido más de 15 millones de copias, distribuidas en más de 30 idiomas.[22] En él se narra la historia de la conversión de Nicky Cruz. También se realizó la película La Cruz y el Puñal sobre el mismo.
- Refiner’s Fire: A Journal For Those Who Seek A Fuller Revelation Of the Lord Jesus Christ (1971). Existen los volúmenes I y II de este libro, el cual fue coescrito con Leonard Ravenhill.
- Twelve angels from hell - "12 ángeles salidos del infierno" (1965)
- Beyond the Cross and the Switchblade - "Después de la cruz y el puñal"
- God's Plan to Protect His People in the Coming Depression - "El Plan de Dios para proteger a su gente"
- America's Last Call: On the Brink of a Financial Holocaust - "El llamado final para los Estados Unidos: al borde del holocausto financiero" (1998)
- Don't Give Up - "No te des por vencido"
- Jesus Person Pocket Promises - "Promesas de Jesús"
- Holy Be Thy Name - "Santificado sea tu nombre"
- We're Hungry For Christ - "Tenemos hambre de Cristo"
- Hungry for More of Jesus
- Hungry for More of Jesus: Experiencing His Presence in These Troubled Times
- Victory over Sin and Self - "Victoria en medio de la tragedia" (1994)
- The Vision - "La Visión" (1973)
- David Wilkerson Exhorts the Church - "David Wilkerson exhorta a la Iglesia" (1991)
- Born Old
- God Time and Stephen Hawking
- Christian Family
- Have You Felt Like Giving Up?
- Have You Felt Like Giving Up Lately?
- Hey, Preach-You're Comin' Through
- I'm Not Mad at God
- I've Given up on Parents
- Jesus Christ Solid Rock: The Return of Christ
- Knowing God by Name: Names of God That Bring Hope and Healing
- Life on the Edge of Time
- Man, Have I Got Problems
- The New Covenant Unveiled
- Nothing Is Impossible With God
- Purple Violet Squish
- Racing Toward Judgment
- The New Revealed Pact: God's plan to free the last-day church from the power of sin
"El nuevo pacto revelado: el plan de Dios para liberar a la Iglesia de los Últimos Días del poder del pecado"
- The Untapped Generation
- Suicide
- Los Mas Pequeños
- Ministerio en el Infierno
- What Every Teenager Should Know about Drugs
- Set the Trumpet to Thy Mouth
- My Bible Speaks to Me
- The New Covenant Unveiled
- Pocket Proverbs
- Sipping Saints
- Racing Toward Judgment
- Rebel's Bible
- Revival on Broadway  (1996)
- David Wilkerson Speaks Out
- Dearly Beloved  (2009), ISBN 0-9712187-4-9.
- End Times New Testament
- Jesus Person Maturity Manual
- Life on the Edge of Time
- The Little People (1966)